# ライフスコール
「ライフスコール」は、Novelbrightの楽曲。8作目の配信限定シングルとして2021年7月23日に各音楽配信サービスにてリリースされた。

## 概要
前作の配信シングル『フェアリーテール』から約5ヶ月ぶりのリリースとなる配信限定シングルである。楽曲は、映画『犬部!』の主題歌として書き下ろされたものであり、Novelbrightとしては初の映画主題歌ある。
配信リリースを記念して、7月21日から映画『犬部！』とNovelbrightの動物動画紹介キャンペーンが開始された。また、7月22日に東京・ TOHOシネマズ六本木ヒルズで行われた初日舞台あいさつに竹中雄大が登壇し、楽曲についてのコメントとアカペラで主題歌を披露した。